# Liste des représentants des États-Unis pour l'Arkansas
Les représentants de l'Arkansas sont les membres de la Chambre des représentants des États-Unis élus pour l'Arkansas.

## Délégation au 119econgrès (2025-2027)
| District     | Représentant | Représentant    | Parti       | Siège depuis le                             |
| ------------ | ------------ | --------------- | ----------- | ------------------------------------------- |
| 1er district |              | Rick Crawford   | Républicain | 3 janvier 2011 (14 ans, 2 mois et 20 jours) |
| 2e district  |              | French Hill     | Républicain | 3 janvier 2015 (10 ans, 2 mois et 20 jours) |
| 3e district  |              | Steve Womack    | Républicain | 3 janvier 2011 (14 ans, 2 mois et 20 jours) |
| 4e district  |              | Bruce Westerman | Républicain | 3 janvier 2015 (10 ans, 2 mois et 20 jours) |

## Liste des délégués du territoire de l'Arkansas (1821-1836)
Le territoire de l'Arkansas est créé le 4 juillet 1819. Il élit un délégué à la Chambre des représentants jusqu'à son admission à l'Union le 15 juin 1836.
| Représentant                                | Représentant                                | Parti                                       | Mandat                                                     |
| ------------------------------------------- | ------------------------------------------- | ------------------------------------------- | ---------------------------------------------------------- |
|                                             | James Woodson Bates                         | Sans                                        | 21 décembre 1819 – 3 mars 1823 (3 ans, 2 mois et 10 jours) |
|                                             | Henry Wharton Conway                        | Sans                                        | 4 mars 1823 – 9 novembre 1827 (4 ans, 8 mois et 5 jours)   |
| Siège vacant à la suite du décès de Conway. | Siège vacant à la suite du décès de Conway. | Siège vacant à la suite du décès de Conway. | 9 novembre 1827 – 13 février 1828                          |
|                                             | Ambrose Hundley Sevier                      | Sans                                        | 13 février 1828 – 15 juin 1836 (8 ans, 4 mois et 2 jours)  |

## De 1836 à 1853
De 1836 à 1853, l'Arkansas n'élit qu'un seul représentant à la Chambre des représentants fédérale. Celui-ci est élu dans le district at-large de l'Arkansas.
| Représentant                                     | Représentant                                     | Parti                                            | Mandat                                                     | Congrès     |
| ------------------------------------------------ | ------------------------------------------------ | ------------------------------------------------ | ---------------------------------------------------------- | ----------- |
|                                                  | Archibald Yell                                   | Jacksonien                                       | 14 décembre 1836 - 3 mars 1839 (2 ans, 2 mois et 17 jours) | 24e congrès |
| Démocrate                                        | Archibald Yell                                   | 25e congrès                                      | 14 décembre 1836 - 3 mars 1839 (2 ans, 2 mois et 17 jours) |             |
|                                                  | Edward Cross                                     | Démocrate                                        | 4 mars 1839 - 3 mars 1845 (5 ans, 11 mois et 27 jours)     | 26e congrès |
| 27e congrès                                      | Edward Cross                                     | Démocrate                                        | 4 mars 1839 - 3 mars 1845 (5 ans, 11 mois et 27 jours)     |             |
| 28e congrès                                      | Edward Cross                                     | Démocrate                                        | 4 mars 1839 - 3 mars 1845 (5 ans, 11 mois et 27 jours)     |             |
|                                                  | Archibald Yell                                   | Démocrate                                        | 4 mars 1845 - 1er juillet 1846 (1 an, 3 mois et 27 jours)  | 29e congrès |
| Siège vacant à la suite de la démission de Yell. | Siège vacant à la suite de la démission de Yell. | Siège vacant à la suite de la démission de Yell. | 1er juillet 1846 - 6 février 1847                          | 29e congrès |
|                                                  | Thomas W. Newton                                 | Whig                                             | 6 février 1847 - 3 mars 1847 (25 jours)                    | 29e congrès |
|                                                  | Robert W. Johnson                                | Démocrate                                        | 4 mars 1847 - 3 mars 1853 (5 ans, 11 mois et 27 jours)     | 30e congrès |
| 31e congrès                                      | Robert W. Johnson                                | Démocrate                                        | 4 mars 1847 - 3 mars 1853 (5 ans, 11 mois et 27 jours)     |             |
| 32e congrès                                      | Robert W. Johnson                                | Démocrate                                        | 4 mars 1847 - 3 mars 1853 (5 ans, 11 mois et 27 jours)     |             |

## De 1853 à 1885
Entre 1853 et 1885, les représentants sont élus par district congressionnel (de 1 à 4).
Cependant, un district at-large (comprenant tout l'État) est créé entre 1873 et 1875, il élit le républicain libéral William J. Hynes. Le district at-large est restauré entre 1883 et 1885, élisant cette-fois ci le démocrate Clifton R. Breckinridge.
| Congrès                               | 1er district            | 2e district             | 3e district             | 4e district           |
| ------------------------------------- | ----------------------- | ----------------------- | ----------------------- | --------------------- |
| 33e congrès (1853-1855)               | Alfred B. Greenwood (D) | Edward A. Warren (D)    |                         |                       |
| 34e congrès (1855-1857)               | Alfred B. Greenwood (D) | Albert Rust (D)         |                         |                       |
| 35e congrès (1857-1859)               | Alfred B. Greenwood (D) | Edward A. Warren (D)    |                         |                       |
| 36e congrès (1859-1861)               | Thomas C. Hindman (D)   | Albert Rust (D)         |                         |                       |
| Guerre de Sécession et Reconstruction |                         |                         |                         |                       |
| 40e congrès (1867-1869)               | Logan H. Roots (R)      | James M. Hinds (R)      | Thomas Boles (R)        |                       |
| 40e congrès (1867-1869)               | Logan H. Roots (R)      | James T. Elliott (R)    | Thomas Boles (R)        |                       |
| 41e congrès (1869-1871)               | Logan H. Roots (R)      | Anthony A.C. Rogers (D) | Thomas Boles (R)        |                       |
| 42e congrès (1871-1873)               | James M. Hanks (D)      | Oliver P. Snyder (R)    | John Edwards (R)        |                       |
| 42e congrès (1871-1873)               | James M. Hanks (D)      | Oliver P. Snyder (R)    | Thomas Boles (R)        |                       |
| 43e congrès (1873-1875)               | Asa Hodges (R)          | Oliver P. Snyder (R)    | William W. Wilshire (R) |                       |
| 43e congrès (1873-1875)               | Asa Hodges (R)          | Oliver P. Snyder (R)    | Thomas M. Gunter (D)    |                       |
| 44e congrès (1875-1877)               | Lucien C. Gause (D)     | William F. Slemons (D)  | William W. Wilshire (D) | Thomas M. Gunter (D)) |
| 45e congrès (1877-1879)               | Lucien C. Gause (D)     | William F. Slemons (D)  | Jordan E. Cravens (D)   | Thomas M. Gunter (D)) |
| 46e congrès (1879-1881)               | Poindexter Dunn (D)     | William F. Slemons (D)  | Jordan E. Cravens (D)   | Thomas M. Gunter (D)) |
| 47e congrès (1881-1883)               | Poindexter Dunn (D)     | James K. Jones (D)      | Jordan E. Cravens (D)   | Thomas M. Gunter (D)) |
| 48e congrès (1883-1885)               | William H. Cate (D)     | James K. Jones (D)      | John H. Rogers (D)      | Samuel W. Peel (D)    |

## De 1885 à 1963
Entre 1885 et 1963, les représentants sont élus par district congressionnel (de 1 à 7).
| Congrès                  | 1er district                 | 2e district                 | 3e district              | 4e district               | 5e district              | 6e district            | 7e district            |
| ------------------------ | ---------------------------- | --------------------------- | ------------------------ | ------------------------- | ------------------------ | ---------------------- | ---------------------- |
| 49e congrès (1885-1887)  | William H. Cate (D)          | Clifton R. Breckinridge (D) | Thomas C. McRae (D)      | John H. Rogers (D)        | Samuel W. Peel (D)       |                        |                        |
| 50e congrès (1887-1889)  | William H. Cate (D)          | Clifton R. Breckinridge (D) | Thomas C. McRae (D)      | John H. Rogers (D)        | Samuel W. Peel (D)       |                        |                        |
| 51e congrès (1889-1891)  | Poindexter Dunn (D)          | Clifton R. Breckinridge (D) | Thomas C. McRae (D)      | John H. Rogers (D)        | Samuel W. Peel (D)       |                        |                        |
| 51e congrès (1889-1891)  | Lewis P. Featherstone (L)    | Clifton R. Breckinridge (D) | Thomas C. McRae (D)      | John H. Rogers (D)        | Samuel W. Peel (D)       |                        |                        |
| 52e congrès (1891-1893)  | William H. Cate (D)          | Clifton R. Breckinridge (D) | Thomas C. McRae (D)      | William L. Terry (D)      | Samuel W. Peel (D)       |                        |                        |
| 53e congrès (1893-1895)  | Philip D. McCulloch, Jr. (D) | Clifton R. Breckinridge (D) | Thomas C. McRae (D)      | William L. Terry (D)      | Hugh A. Dinsmore (D)     | Robert Neill (D        |                        |
| 53e congrès (1893-1895)  | Philip D. McCulloch, Jr. (D) | John S. Little (D)          | Thomas C. McRae (D)      | William L. Terry (D)      | Hugh A. Dinsmore (D)     | Robert Neill (D        |                        |
| 54e congrès (1895-1897)  | Philip D. McCulloch, Jr. (D) |                             | Thomas C. McRae (D)      | William L. Terry (D)      | Hugh A. Dinsmore (D)     | Robert Neill (D        |                        |
| 55e congrès (1897-1899)  | Philip D. McCulloch, Jr. (D) | Stephen Brundidge, Jr. (D)  | Thomas C. McRae (D)      | William L. Terry (D)      | Hugh A. Dinsmore (D)     |                        |                        |
| 56e congrès (1899-1901)  | Philip D. McCulloch, Jr. (D) | Stephen Brundidge, Jr. (D)  | Thomas C. McRae (D)      | William L. Terry (D)      | Hugh A. Dinsmore (D)     |                        |                        |
| 57e congrès (1901-1903)  | Philip D. McCulloch, Jr. (D) | Stephen Brundidge, Jr. (D)  | Thomas C. McRae (D)      | Charles C. Reid (D)       | Hugh A. Dinsmore (D)     |                        |                        |
| 58e congrès (1903-1905)  | Robert B. Macon (D)          | Stephen Brundidge, Jr. (D)  | Hugh A. Dinsmore (D)     | John S. Little (D)        | Charles C. Reid (D)      | Joseph T. Robinson (D) | Robert M. Wallace (D)  |
| 59e congrès (1905-1907)  | Robert B. Macon (D)          | Stephen Brundidge, Jr. (D)  | John C. Floyd (D)        | John S. Little (D)        | Charles C. Reid (D)      | Joseph T. Robinson (D) | Robert M. Wallace (D)  |
| 60e congrès (1907-1909)  | Robert B. Macon (D)          | Stephen Brundidge, Jr. (D)  | John C. Floyd (D)        | William B. Cravens (D)    | Charles C. Reid (D)      | Joseph T. Robinson (D) | Robert M. Wallace (D)  |
| 61e congrès (1909-1911)  | Robert B. Macon (D)          | William A. Oldfield (D)     | John C. Floyd (D)        | William B. Cravens (D)    | Charles C. Reid (D)      | Joseph T. Robinson (D) | Robert M. Wallace (D)  |
| 62e congrès (1911-1913)  | Robert B. Macon (D)          | William A. Oldfield (D)     | John C. Floyd (D)        | William B. Cravens (D)    | Henderson M. Jacoway (D) | Joseph T. Robinson (D) | William S. Goodwin (D) |
| 63e congrès (1913-1915)  | Thaddeus H. Caraway (D)      | William A. Oldfield (D)     | John C. Floyd (D)        | Otis Wingo (D)            | Henderson M. Jacoway (D) | Samuel M. Taylor (D)   | William S. Goodwin (D) |
| 64e congrès (1915-1917)  | Thaddeus H. Caraway (D)      | William A. Oldfield (D)     | John N. Tillman (D)      | Otis Wingo (D)            | Henderson M. Jacoway (D) | Samuel M. Taylor (D)   | William S. Goodwin (D) |
| 65e congrès (1917-1919)  | Thaddeus H. Caraway (D)      | William A. Oldfield (D)     | John N. Tillman (D)      | Otis Wingo (D)            | Henderson M. Jacoway (D) | Samuel M. Taylor (D)   | William S. Goodwin (D) |
| 66e congrès (1919-1921)  | Thaddeus H. Caraway (D)      | William A. Oldfield (D)     | John N. Tillman (D)      | Otis Wingo (D)            | Henderson M. Jacoway (D) | Samuel M. Taylor (D)   | William S. Goodwin (D) |
| 67e congrès (1921-1923)  | William J. Driver (D)        | William A. Oldfield (D)     | John N. Tillman (D)      | Otis Wingo (D)            | Henderson M. Jacoway (D) | Chester W. Taylor (D)  | Tilman B. Parks (D)    |
| 68e congrès (1923-1925)  | William J. Driver (D)        | William A. Oldfield (D)     | John N. Tillman (D)      | Otis Wingo (D)            | Heartsill Ragon (D)      | Lewis E. Sawyer (D)    | Tilman B. Parks (D)    |
| 68e congrès (1923-1925)  | William J. Driver (D)        | William A. Oldfield (D)     | John N. Tillman (D)      | Otis Wingo (D)            | Heartsill Ragon (D)      | James B. Reed (D)      | Tilman B. Parks (D)    |
| 69e congrès (1925-1927)  | William J. Driver (D)        | William A. Oldfield (D)     | John N. Tillman (D)      | Otis Wingo (D)            | Heartsill Ragon (D)      |                        | Tilman B. Parks (D)    |
| 70e congrès (1927-1929)  | William J. Driver (D)        | William A. Oldfield (D)     | John N. Tillman (D)      | Otis Wingo (D)            | Heartsill Ragon (D)      |                        | Tilman B. Parks (D)    |
| 71e congrès (1929-1931)  | William J. Driver (D)        | Pearl P. Oldfield (D)       | Claude A. Fuller (D)     | Otis Wingo (D)            | Heartsill Ragon (D)      | David D. Glover (D)    | Tilman B. Parks (D)    |
| 71e congrès (1929-1931)  | William J. Driver (D)        | Pearl P. Oldfield (D)       | Claude A. Fuller (D)     | Effiegene Locke Wingo (D) | Heartsill Ragon (D)      | David D. Glover (D)    | Tilman B. Parks (D)    |
| 72e congrès (1931-1933)  | William J. Driver (D)        | John E. Miller (D)          | Claude A. Fuller (D)     |                           | Heartsill Ragon (D)      | David D. Glover (D)    | Tilman B. Parks (D)    |
| 73e congrès (1933-1935)  | William J. Driver (D)        | John E. Miller (D)          | Claude A. Fuller (D)     | William B. Cravens (D)    | Heartsill Ragon (D)      | David D. Glover (D)    | Tilman B. Parks (D)    |
| 73e congrès (1933-1935)  | William J. Driver (D)        | John E. Miller (D)          | Claude A. Fuller (D)     | William B. Cravens (D)    | David D. Terry (D)       | David D. Glover (D)    | Tilman B. Parks (D)    |
| 74e congrès (1935-1937)  | William J. Driver (D)        | John E. Miller (D)          | Claude A. Fuller (D)     | William B. Cravens (D)    | John L. McClellan (D)    |                        | Tilman B. Parks (D)    |
| 75e congrès (1937-1939)  | William J. Driver (D)        | John E. Miller (D)          | Claude A. Fuller (D)     | William B. Cravens (D)    | John L. McClellan (D)    | Wade H. Kitchens (D)   |                        |
| 76e congrès (1939-1941)  | Ezekiel C. Gathings (D)      | Wilbur Mills (D)            | Clyde T. Ellis (D)       | William F. Cravens (D)    | William F. Norrell (D)   | Wade H. Kitchens (D)   |                        |
| 77e congrès (1941-1943)  | Ezekiel C. Gathings (D)      | Wilbur Mills (D)            | Clyde T. Ellis (D)       | William F. Cravens (D)    | William F. Norrell (D)   | Oren Harris (D)        |                        |
| 78e congrès (1943-1945)  | Ezekiel C. Gathings (D)      | Wilbur Mills (D)            | J. William Fulbright (D) | William F. Cravens (D)    | William F. Norrell (D)   | Oren Harris (D)        | Brooks Hays (D)        |
| 79e congrès (1945-1947)  | Ezekiel C. Gathings (D)      | Wilbur Mills (D)            | James W. Trimble (D)     | William F. Cravens (D)    | William F. Norrell (D)   | Oren Harris (D)        | Brooks Hays (D)        |
| 80e congrès (1947-1949)  | Ezekiel C. Gathings (D)      | Wilbur Mills (D)            | James W. Trimble (D)     | William F. Cravens (D)    | William F. Norrell (D)   | Oren Harris (D)        | Brooks Hays (D)        |
| 81e congrès (1949-1951)  | Ezekiel C. Gathings (D)      | Wilbur Mills (D)            | James W. Trimble (D)     | Boyd A. Tackett (D)       | William F. Norrell (D)   | Oren Harris (D)        | Brooks Hays (D)        |
| 82e congrès (1951-1953)  | Ezekiel C. Gathings (D)      | Wilbur Mills (D)            | James W. Trimble (D)     | Boyd A. Tackett (D)       | William F. Norrell (D)   |                        | Brooks Hays (D)        |
| 83e congrès (1953-1955)  | Ezekiel C. Gathings (D)      | Wilbur Mills (D)            | James W. Trimble (D)     | Oren Harris (D)           | William F. Norrell (D)   |                        | Brooks Hays (D)        |
| 84e congrès (1955-1957)  | Ezekiel C. Gathings (D)      | Wilbur Mills (D)            | James W. Trimble (D)     | Oren Harris (D)           | William F. Norrell (D)   |                        | Brooks Hays (D)        |
| 85e congrès (1957-1959)  | Ezekiel C. Gathings (D)      | Wilbur Mills (D)            | James W. Trimble (D)     | Oren Harris (D)           | William F. Norrell (D)   |                        | Brooks Hays (D)        |
| 86e congrès (1959-1961)  | Ezekiel C. Gathings (D)      | Wilbur Mills (D)            | James W. Trimble (D)     | Oren Harris (D)           | William F. Norrell (D)   | Dale Alford (D)        |                        |
| 87e congrès (1961-1963)  | Ezekiel C. Gathings (D)      | Wilbur Mills (D)            | James W. Trimble (D)     | Oren Harris (D)           | William F. Norrell (D)   | Dale Alford (D)        |                        |
| Catherine D. Norrell (D) | Ezekiel C. Gathings (D)      | Wilbur Mills (D)            | James W. Trimble (D)     | Oren Harris (D)           |                          | Dale Alford (D)        |                        |

## Depuis 1963
Depuis 1963, l'Arkansas élit quatre représentants à la Chambre des représentants États-Unis.
| Congrès                  | 1er district            | 2e district        | 3e district               | 4e district            |
| ------------------------ | ----------------------- | ------------------ | ------------------------- | ---------------------- |
| 88e congrès (1963-1965)  | Ezekiel C. Gathings (D) | Wilbur Mills (D)   | James W. Trimble (D)      | Oren Harris (D)        |
| 89e congrès (1965-1967)  | Ezekiel C. Gathings (D) | Wilbur Mills (D)   | James W. Trimble (D)      | Oren Harris (D)        |
| 90e congrès (1967-1969)  | Ezekiel C. Gathings (D) | Wilbur Mills (D)   | John P. Hammerschmidt (R) | David Pryor (D)        |
| 91e congrès (1969-1971)  | Bill Alexander, Jr. (D) | Wilbur Mills (D)   | John P. Hammerschmidt (R) | David Pryor (D)        |
| 92e congrès (1971-1973)  | Bill Alexander, Jr. (D) | Wilbur Mills (D)   | John P. Hammerschmidt (R) | David Pryor (D)        |
| 93e congrès (1973-1975)  | Bill Alexander, Jr. (D) | Wilbur Mills (D)   | John P. Hammerschmidt (R) | Ray Thornton (D)       |
| 94e congrès (1975-1977)  | Bill Alexander, Jr. (D) | Wilbur Mills (D)   | John P. Hammerschmidt (R) | Ray Thornton (D)       |
| 95e congrès (1977-1979)  | Bill Alexander, Jr. (D) | Jim Guy Tucker (D) | John P. Hammerschmidt (R) | Ray Thornton (D)       |
| 96e congrès (1979-1981)  | Bill Alexander, Jr. (D) | Ed Bethune (R)     | John P. Hammerschmidt (R) | Beryl Anthony, Jr. (D) |
| 97e congrès (1981-1983)  | Bill Alexander, Jr. (D) | Ed Bethune (R)     | John P. Hammerschmidt (R) | Beryl Anthony, Jr. (D) |
| 98e congrès (1983-1985)  | Bill Alexander, Jr. (D) | Ed Bethune (R)     | John P. Hammerschmidt (R) | Beryl Anthony, Jr. (D) |
| 99e congrès (1985-1987)  | Bill Alexander, Jr. (D) | Tommy Robinson (D) | John P. Hammerschmidt (R) | Beryl Anthony, Jr. (D) |
| 100e congrès (1987-1989) | Bill Alexander, Jr. (D) | Tommy Robinson (D) | John P. Hammerschmidt (R) | Beryl Anthony, Jr. (D) |
| 101e congrès (1989-1991) | Bill Alexander, Jr. (D) | Tommy Robinson (R) | John P. Hammerschmidt (R) | Beryl Anthony, Jr. (D) |
| 102e congrès (1991-1993) | Bill Alexander, Jr. (D) | Ray Thornton (D)   | John P. Hammerschmidt (R) | Beryl Anthony, Jr. (D) |
| 103e congrès (1993-1995) | Blanche Lincoln (D)     | Ray Thornton (D)   | Tim Hutchinson (R)        | Jay Dickey (R)         |
| 104e congrès (1995-1997) | Blanche Lincoln (D)     | Ray Thornton (D)   | Tim Hutchinson (R)        | Jay Dickey (R)         |
| 105e congrès (1997-1999) | Robert Marion Berry (D) | Vic Snyder (D)     | Asa Hutchinson (R)        | Jay Dickey (R)         |
| 106e congrès (1999-2001) | Robert Marion Berry (D) | Vic Snyder (D)     | Asa Hutchinson (R)        | Jay Dickey (R)         |
| 107e congrès (2001-2003) | Robert Marion Berry (D) | Vic Snyder (D)     | John Boozman (R)          | Mike Ross (D)          |
| 108e congrès (2003-2005) | Robert Marion Berry (D) | Vic Snyder (D)     | John Boozman (R)          | Mike Ross (D)          |
| 109e congrès (2005-2007) | Robert Marion Berry (D) | Vic Snyder (D)     | John Boozman (R)          | Mike Ross (D)          |
| 110e congrès (2007-2009) | Robert Marion Berry (D) | Vic Snyder (D)     | John Boozman (R)          | Mike Ross (D)          |
| 111e congrès (2009-2011) | Robert Marion Berry (D) | Vic Snyder (D)     | John Boozman (R)          | Mike Ross (D)          |
| 112e congrès (2011-2013) | Rick Crawford (R)       | Tim Griffin (R)    | Steve Womack (R)          | Mike Ross (D)          |
| 113e congrès (2013-2015) | Rick Crawford (R)       | Tim Griffin (R)    | Steve Womack (R)          | Tom Cotton (R)         |
| 114e congrès (2015-2017) | Rick Crawford (R)       | French Hill (R)    | Steve Womack (R)          | Bruce Westerman (R)    |
| 115e congrès (2017-2019) | Rick Crawford (R)       | French Hill (R)    | Steve Womack (R)          | Bruce Westerman (R)    |
| 116e congrès (2019-2021) | Rick Crawford (R)       | French Hill (R)    | Steve Womack (R)          | Bruce Westerman (R)    |
| 117e congrès (2021-2023) | Rick Crawford (R)       | French Hill (R)    | Steve Womack (R)          | Bruce Westerman (R)    |
| 118e congrès (2023-2025) | Rick Crawford (R)       | French Hill (R)    | Steve Womack (R)          | Bruce Westerman (R)    |

## Premières
- Pearl Peden Oldfield est la première femme de l'État à être élue au Congrès en 1929.